# Bleach (sezonul 11)
Bleach Sezonul 11 – Trecutul (2009)
Episoadele din sezonul unsprezece al seriei anime Bleach se bazează pe seria manga Bleach de Tite Kubo. Sezonul unsprezece din Bleach, serie de anime, este regizat de Noriyuki Abe și produs de Studioul Pierrot și TV Tokyo și a început să fie difuzat pe data de 10 februarie 2009 la TV Tokyo și s-a încheiat la data de 24 martie 2009.
Episoadele din sezonul unsprezece al seriei anime Bleach fac referire la arcul de flashback al seriei în care arată trecutul vizardilor.

## Lista episoadelor
| Nr. Ep. Original | Nr. Ep. Serie | Nr. Ep. Sezon | Titlu                                                 | Apariție          |
| ---------------- | ------------- | ------------- | ----------------------------------------------------- | ----------------- |
| 206              | 206           | 1             | Capitolul din trecut începe! Adevărul de acum 110 ani | 10 februarie 2009 |
| 207              | 207           | 2             | Noul căpitan al Brigăzii 12, Kisuke Urahara           | 17 februarie 2009 |
| 208              | 208           | 3             | Aizen și băiatul geniu                                | 24 februarie 2009 |
| 209              | 209           | 4             | Muguruma din Brigada 9, în mișcare                    | 3 martie 2009     |
| 210              | 210           | 5             | Hiyori moare? Începutul tragediei                     | 10 martie 2009    |
| 211              | 211           | 6             | Trădare! Manevrele secrete ale lui Aizen              | 17 martie 2009    |
| 212              | 212           | 7             | Salvați-l pe Hirako! Aizen vs. Urahara                | 24 martie 2009    |